# Parafia św. Alberta w Loxton
Parafia św. Alberta w Loxton – parafia rzymskokatolicka z siedzibą Loxton, należąca do diecezji Port Pirie, erygowana w 1953 roku.